# Monoblemma muchmorei
Monoblemma muchmorei là một loài nhện trong họ Tetrablemmidae.
Loài này thuộc chi Monoblemma. Monoblemma muchmorei được Shear miêu tả năm 1978.